# Claude Bernard (galeriste)
Pour les articles homonymes, voir Claude Bernard (homonymie) et Bernard.
Claude Bernard, né Claude Haïm le 5 octobre 1929 à Paris et mort le 16 novembre 2022 dans la même ville, est un marchand d'art français.

## Biographie
Claude Bernard est né dans une famille juive aisée et fait ses études à l'École du Louvre. Il doit d'exiler en Amérique du Sud pendant la Seconde Guerre mondiale.
Il fonde la galerie Claude Bernard en 1957, située rue des Beaux-Arts, dans le quartier de Saint-Germain-des-Prés à Paris. D’abord spécialisée en sculpture, la galerie expose les grands artistes contemporains : Bacon en 1977, Picasso en 1980, Hockney en 1975, 1982 et 1985, Giacometti en 2012, parmi d'autres. Claude Bernard s'est attaché à faire connaître le travail d'artistes tels Antonio Seguí, Sam Szafran, Jacques Truphémus, Lluís Marsans, Goudji, Maryan, etc. Il était également un fin connaisseur en musicologie et jouait de l'orgue dans sa maison de Villedômer,.
Dans les années 1980, la galerie aura une antenne à New York.
À sa mort, la galerie est reprise par son neveu, Michel Soskine.